# (8429) 1997 YK4
1997 واي كي 4 (ويعرف أيضًا باسم (8429) 1997 واي كي 4 وفق تسمية الكوكب الصغير) (بالإنجليزية: 1997 YK4)‏ هو كويكب ضمن حزام الكويكبات؛ وترتيبه 8429 من حيث الاكتشاف.
اكتُشف هذا الجُرم الفلكي بواسطة برنامج شميدت للكويكبات في بكين في 23 ديسمبر 1997.

## وصلات خارجية
- (8429) 1997 YK4 في قاعدة بيانات مختبر الدفع النفاث لأجرام النظام الشمسي الصغيرة

- الاكتشاف · مخطط المدار ·  العناصر المدارية · المعلمات المادية

- (8429) 1997 YK4 على موقع ويكي سكاي: DSS2, SDSS, GALEX, IRAS, Hydrogen α, X-Ray, Astrophoto, Sky Map, Articles and images